# Zylan Cheatham
Zylan Cheatham (Phoenix, Arizona; 17 de noviembre de 1995) es un baloncestista estadounidense que pertenece a la plantilla de los Bayern de Múnich de la Basketball Bundesliga. Con 1,96 metros de estatura, ocupa la posición de alero.

## Trayectoria deportiva

### Universidad
Jugó dos temporadas con los Aztecs de la Universidad Estatal de San Diego, en las que promedió 8,4 puntos, 5,8 rebotes y 1,1 asistencias por partido. Al término de la segunda temporada anunció su deseo de dejar del programa, eligiendo continuar en los Sun Devils de la Universidad Estatal de Arizona por encontrarse más cerca de su casa. Allí, tras el año en blanco que impone la NCAA, jugó una temporada, promediando 12,1 puntos, 10,3 rebotes y 3,2 asistencias por encuentro, siendo incluido en el mejor quinteto de la Pac-12 Conference y en el mejor quinteto defensivo.

#### Estadísticas
| Año     | Equipo          | PJ  | PT | MPP  | %TC  | %3P  | %TL  | RPP  | APP | ROB | TPP | PPP  |
| ------- | --------------- | --- | -- | ---- | ---- | ---- | ---- | ---- | --- | --- | --- | ---- |
| 2015–16 | San Diego State | 38  | 26 | 20.8 | .528 | .176 | .716 | 5.4  | .9  | .6  | .7  | 7.9  |
| 2016–17 | San Diego State | 31  | 22 | 23.4 | .519 | .167 | .756 | 6.3  | 1.4 | 1.1 | .6  | 9.1  |
| 2018–19 | Arizona State   | 34  | 34 | 32.4 | .534 | .440 | .618 | 10.3 | 3.2 | .8  | .8  | 12.1 |
| Total   | Total           | 103 | 82 | 25.4 | .528 | .296 | .687 | 7.3  | 1.8 | .8  | .7  | 9.7  |

### Profesional
Tras no ser elegido en el Draft de la NBA de 2019, disputó las ligas de verano con los New Orleans Pelicans, con quienes acabó firmando un contrato dual el 24 de julio para jugar también con su filial en la G League, los Erie BayHawks.
El 23 de noviembre de 2020, como parte de un traspaso múltiple, es enviado a Oklahoma City Thunder, donde fue cortado antes del comienzo de la temporada. Semanas más tarde fue anunciado como jugador de los Iowa Wolves de la G League.
El 25 de octubre de 2021 firmó con los Birmingham Squadron de la G League.
El 1 de marzo de 2023 firmó con el Bayern de Múnich de la Basketball Bundesliga (BBL) y la Euroliga.

### Selección nacional
En septiembre de 2022 disputó con el combinado absoluto estadounidense el FIBA AmeriCup de 2022, ganando el bronce al ganar la final de consolación ante el combinado canadiense.

## Estadísticas de su carrera en la NBA

### Temporada regular
| Año     | Equipo      | PJ | PT | MPP  | %TC  | %3P  | %TL | RPP | APP | ROB | TPP | PPP |
| ------- | ----------- | -- | -- | ---- | ---- | ---- | --- | --- | --- | --- | --- | --- |
| 2019-20 | New Orleans | 4  | 0  | 12.8 | .667 | .000 | –   | 2.3 | .8  | .3  | .3  | 3.0 |
| 2021-22 | Utah        | 1  | 0  | 5.0  | .000 | .000 | –   | .0  | .0  | .0  | .0  | .0  |
| Total   | Total       | 5  | 0  | 11.2 | .500 | .000 | –   | 1.8 | .6  | .2  | .2  | 2.4 |